# Sju råd till Mustafa
Sju råd till Mustafa – Så blir du lagom svensk i världens mest extrema land (enligt omslaget 7 råd till Mustafa) är en bok av Mustafa Panshiri utgiven 2021 på förlaget Volante.
Två versioner av boken som ljudbok publicerades som en del i Panshiris pod, Gränslöst. Versionen på dari var översatt av Sharif Saeedi och inläst av Zia Danesh. Versionen på arabiska var översatt av Sameh Alkhalaf och inläst av Omar Makram.

## Mottagande
Stina Oscarson skrev i Svenska Dagbladet att boken uppfyllde ett syfte, men inte det som var avsikten, men också "folkbildning på högsta nivå".
Lena Andersson skrev i Svenska Dagbladet att "Hans bok är ett av få bidrag i den ansträngda integrationsdebatten som försöker komma åt vad integration faktiskt är".
Patrik Kronqvist skrev i Expressen att det är "just fler sådana böcker som behövs i invandrarlandet Sverige."
Widar Andersson skrev i Folkbladet att "Det är en varm och klok bok. Framförallt skulle jag vilja säga att den är användbar."